# ユリアン・クリストファーセン
ユリアン・クリストファーセン（Julian Kristoffersen, 1997年5月10日 - ）は、ノルウェー・ヴェストフォル県ホーテン出身のサッカー選手。USアンコーナ1905所属。ポジションはFW。
Kリーグ時代の登録名はジュリアン（ハングル: 쥴리안）。

## クラブ経歴
2013年にFCコペンハーゲンと契約。2016年にトップチームに昇格。3月20日のFCノアシェラン戦でプロデビュー。しかし、2年間で2試合の出場に終わり、2017年8月にユールゴーデンIFと3年契約を締結。しかしながら、こちらも1年間の在籍で3試合の出場だった。翌2018年6月11日にホブロIKと3年契約を締結。9月29日のFCミッティラン戦でプロ初ゴールを記録。2年間で44試合6ゴールを記録した。
2020年3月9日、全南ドラゴンズに移籍した。2020年シーズンはKリーグ2で24試合5ゴールを記録。
2021年2月2日、USサレルニターナ1919と3年半契約を締結した。
2023年8月29日、USアンコーナ1905に移籍した。

## 代表歴
2013年から4年間、ユース世代のノルウェー代表に招集された。